# Paolo Emilio Rondinini
Paolo Emilio Rondinini (né en 1617 à Rome, alors capitale des États pontificaux et mort le 16 septembre 1668 dans la même ville) est un cardinal italien du XVIIe siècle.
Il est un petit-neveu du cardinal Paolo Emilio Zacchia (1599) et le petit-fils du cardinal Laudivio Zacchia (1626).

## Biographie
Paolo Emilio Rondinini étudie à l'université de Pérouse. Il est clerc à la chambre apostolique et trésorier général pendant l'absence de Francesco Angelo Rapaccioli, et préfet des Annona.
Il est créé cardinal par le pape Urbain VIII lors du consistoire du 13 juillet 1643. En 1653 il est nommé évêque d'Assise.
Le cardinal Giori participe au conclave de 1644, lors duquel Innocent XI est élu pape, et aux conclaves de 1655 (élection d'Alexandre VII) et de 1667 (élection de Clément IX).